# Слепород (река)
Слепоро́д (укр. Сліпорід) — река в Приднепровской низменности, в Полтавской области Украины, правый приток Сулы. Протекает на территории Лубенского района  Полтавской области.

## Физико-географическая характеристика
Длина реки — 83 км, площадь водосборного бассейна — 560 км². Ширина русла в среднем составляет от 4 до 10 м. Долина трапециевидная, шириной до 2 км, глубиной до 15 м. Пойма в верховье заболоченная, на значительной протяженности осушена, её ширина 400—500 м. Русло извилистое, на отдельных участках расчищено, имеются русловые пруды. Уклон реки 0,32 м/км. Средний многолетний расход воды (с. Александровка) составляет 0,75 м³/с. Среднегодовая минерализация воды составляет около 756 мг/дм³.
Слепород берёт начало западнее села Слепород-Ивановка. Течёт преимущественно на юго-восток. Впадает в Сулу северо-восточнее села Мацковцы.
Основные притоки: Величко, Вязовец (левые).
На берегу реки расположены населённые пункты: Тарасовка, Лазорки, Новооржицкое и ещё несколько сёл.